# Mohamed El-Shenawy
Mohamed El-Shenawy (Cairo, 18 de dezembro de 1988), é um futebolista egípcio que atua como goleiro. Atualmente joga pelo Al-Ahly.

## Carreira
Foi convocado para defender a Seleção Egípcia de Futebol na Copa do Mundo de 2018.
El Shenawy foi um dos 22 convocados para representar o Egito nos Jogos Olímpicos de Tokyo.

## Títulos
Al Ahly
- Egyptian Premier League: 2007–08, 2016–17, 2017–18, 2018–19, 2019–20, 2022–23, 2023–24
- Copa do Egito: 2016–17, 2019–20, 2021–22, 2022–23
- Supercopa do Egito: 2018, 2019, 2022, 2023, 2023–24, 2024
- CAF Champions League:  2019-20, 2020-21, 2022–23 e 2023–24
- Supercopa da CAF: 2021(Maio), 2021(Dezembro)
- Copa África-Ásia-Pacífico da FIFA: 2024